# Tholomé Cyclecar
Der Tholomé Cyclecar war ein Pkw-Modell der 1950er Jahre. Hersteller war Tholomé in Südfrankreich.

## Beschreibung
Dieser Kleinstwagen war das einzige Modell des Herstellers. Der Begriff Cyclecar bezeichnete in den 1910er und 1920er Jahren kleine und leichte Fahrzeuge, war aber nach dem Zweiten Weltkrieg unüblich geworden.
Die Fahrzeuge hatten einen luftgekühlten Zweizylinder-Zweitaktmotor. 58 mm Bohrung und 65 mm Hub ergaben 344 cm³ Hubraum. Der Motor war nach französischem Steuerrecht mit 2 CV eingestuft. Er leistete je nach Quelle 12 oder 14 PS. Er war vorn im Fahrzeug eingebaut und trieb über eine Kardanwelle die Hinterachse an. Das Getriebe hatte vier Gänge. Das Fahrzeug durfte damals in Frankreich mit einem Motorradführerschein gefahren werden. Gegen Aufpreis soll auch ein größerer Motor mit 500 cm³ Hubraum und 18 PS Leistung erhältlich gewesen sein.
Das Fahrzeug hatte 185 cm Radstand und 112 cm Spurweite. Es war 285 cm lang und 128 cm breit. Das Leergewicht betrug 185 kg. Die offene Karosserie bot Platz für zwei Personen. Als Höchstgeschwindigkeit waren 75 km/h angegeben. Eine Quelle gibt an, dass das Fahrzeug nahezu symmetrisch aussah, also eine ähnliche Front- und Heckgestaltung hatte.
Der Neupreis betrug in Frankreich 145.000 Franc. Zum Vergleich: der ähnliche Rovin D 4 kostete mit 279.000 Franc wesentlich mehr. Weitere vergleichbare Kleinstwagen aus der Zeit waren Mochet und Kover in Frankreich, Kleinschnittger F 125, Champion Ch-2 und Champion 250 in Deutschland sowie Volugrafo in Italien.